# Шартев
Шартев (фр. Chartèves) насеље је и општина у североисточној Француској у региону Пикардија, у департману Ен (Пикардија) која припада префектури Шато Тјери.
По подацима из 2011. године у општини је живело 364 становника, а густина насељености је износила 41,55 становника/km². Општина се простире на површини од 8,76 km². Налази се на средњој надморској висини од 69 метара (максималној 221 m, а минималној 62 m).

## Демографија
| 1962. | 1968. | 1975. | 1982. | 1990. | 1999. | 2011. |
| ----- | ----- | ----- | ----- | ----- | ----- | ----- |
| 241   | 226   | 235   | 252   | 303   | 370   | 364   |

График промене броја становника у току последњих година